# Luger (film)
Luger is de debuutfilm van de Nederlandse regisseur Theo van Gogh, met in de hoofdrollen Thom Ancion (later bekend als Thom Hoffman) en Laurien Hildering.
Het is een zwart-witfilm over de fascistische psychopaat Chris Luger die een zwakzinnig meisje gijzelt. Lugers wreedheid tegenover vrouwen en dieren maakte de film controversieel. Vooral de scènes waarin jonge poesjes in een wasmachine worden gestopt en waarin de hoofdpersoon een pistool-loop in de vagina van een gehandicapte vrouw stopt waren voor menig criticus onacceptabel - en niet alleen voor hen.
Aanvankelijk had Van Gogh voor de rol van Chris Luger de pianist Willem van Ekeren in gedachten maar Van Ekeren weigerde.
De film kreeg bij de uitreiking van de Gouden Kalveren van 1981 een eervolle vermelding.
De twee kopieën van de film waren een tijd lang spoorloos. Eén kopie was door een boze ex van Van Gogh in de gracht gegooid. Na zijn dood werd de andere kopie in het huis van Van Gogh gevonden.

## Rolverdeling
| Acteur            | Personage   |
| ----------------- | ----------- |
| Thom Hoffman      | Chris Luger |
| Laurien Hildering | meisje      |